# マーモン・ヘリントン装甲車
マーモン・ヘリントン装甲車（Marmon-Herrington Armoured Car ）、または南アフリカ偵察車（South African Reconnaissance Car ）とは、第二次世界大戦中に南アフリカ軍とイギリス軍が採用した装輪装甲車である。

## 歴史
1938年、南アフリカ連邦政府は装甲車の開発に着手した。この車輛はフォード社の3tトラック（CMPトラックシリーズ）をベースに用いることとなった。南アフリカにはさしたる自動車産業がなく、車輛を構成する部品の大部分は輸入された。車体の部品はカナダにあるフォード社から購入し、動力機構はアメリカのマーモン・ヘリントン社（本車の名称の由来）が生産したものを装着した。アメリカ製のブローニング機関銃を除き、イギリスでは本車に装着する砲兵装が生産され、装甲板は南アフリカ アイアン・アンド・スティール工業会社が生産した。最終組み立てはドーマン・ロング社や他の企業が担当した。
当初、本車は1940年に南アフリカ偵察車マークIとして軍務に就いた。これは長いホイールベースを持つ4輪車であり、2挺のヴィッカース機関銃で武装していた。このうち1挺は円筒形の銃塔に装備されていた。これは北アフリカ戦線における西部の砂漠でイタリア軍との作戦に対して投入された後、ほどなくして訓練用に追いやられた。少数がギリシャに譲渡され、ギリシャの戦いでドイツ軍と戦ったが、装備が不十分だった。
マークIIはマークIよりホイールベースが短縮された4輪駆動型であり、イギリス軍の作戦ではマーモン・ヘリントン装甲車マークIIとして知られた。本車とマークIIIは北アフリカ戦線で広く投入され、十分な数が投入できるただ一つの装甲車として偵察任務にあたった。信頼性はあるが装甲が不十分であると評価された。これらの車輛の標準的な兵装（砲塔にボーイズ対戦車ライフル、同軸にブレン軽機関銃、さらに対空用に1または2挺の機関銃を追加装備した）もまた、不十分であると評価された。イギリス軍の部隊では様々な兵器を搭載できるよう少数の車輛を改修し、イタリアのブレダ製の20mm砲や47mm砲、ドイツ軍の37mm PaK35/36、2.8 cm sPzB 41減口径砲、またフランス製の25mm砲、エリコン20mm機関砲、イギリス軍のオードナンス QF 2ポンド砲を装備した。小さな砲塔内には銃を搭載する余地がなく、後にこれを取り外さなければならなかった。乗員は銃の防楯に防御を頼った。他に若干の車両が、砲兵用の前進観測車輛、救急車、指揮車輛、回収車両、イギリス空軍の連絡用車輛として用いるために改良された。マークIIIは、両開き式のドアが設けられていないマークIIよりもわずかに車体の長さが短かった。
1943年4月、完全に改設計されたマークIVとマークIVFが量産に入った。これはモノコックの車体後部にエンジンを装備し、砲塔に2ポンド砲および同軸にブローニング機関銃を標準装備したものである。F型はカナダ軍のフォードトラックの機構を利用していた。さらなる型が設計されたが、これは試作段階以上に発展することはなかった。そのころには北アフリカ戦線での作戦は終了し、イタリア戦線の山岳の地形には装甲車は対応できず、また1943年後半には、イギリス軍とイギリス連邦の各国の軍は他の供給源から十分な量の車輛を受領していた。
総計で5,746輌のマーモン・ヘリントン装甲車が生産された。4,500輌が南アフリカ国防軍の部隊で使用され、他にはイギリス、インド、ニュージーランド、ギリシャ、自由フランス軍、ポーランド、ベルギーで用いられた。一部はマレー作戦で日本陸軍に鹵獲され、日本陸軍やインド国民軍の装備として使用された。
第二次世界大戦後、少数のマークIVFがトランスヨルダンのアラブ軍団やエジプト王国陸軍に譲渡され、1948年の第一次中東戦争で戦闘に参加した。これらの一部は敵側のイスラエル軍によっても鹵獲されて運用された。
マークIVFはキプロス軍もに使用され、1974年の6月から8月にかけ、トルコ軍のキプロス侵攻で戦闘に参加した。ギリシャ軍は1990年代の後半になるまで、エーゲ海の島々でマーモン・ヘリントン装甲車を使用した。これは特別な構成の機械化された歩兵大隊に、ジープ、M113装甲兵員輸送車、レオニダスAFVなどとともに配備されたものである。これらの車輛はパナールVBLの導入によって任務から段階的に退役していった。本車の最初の導入から60年後のことであった。

## 派生型

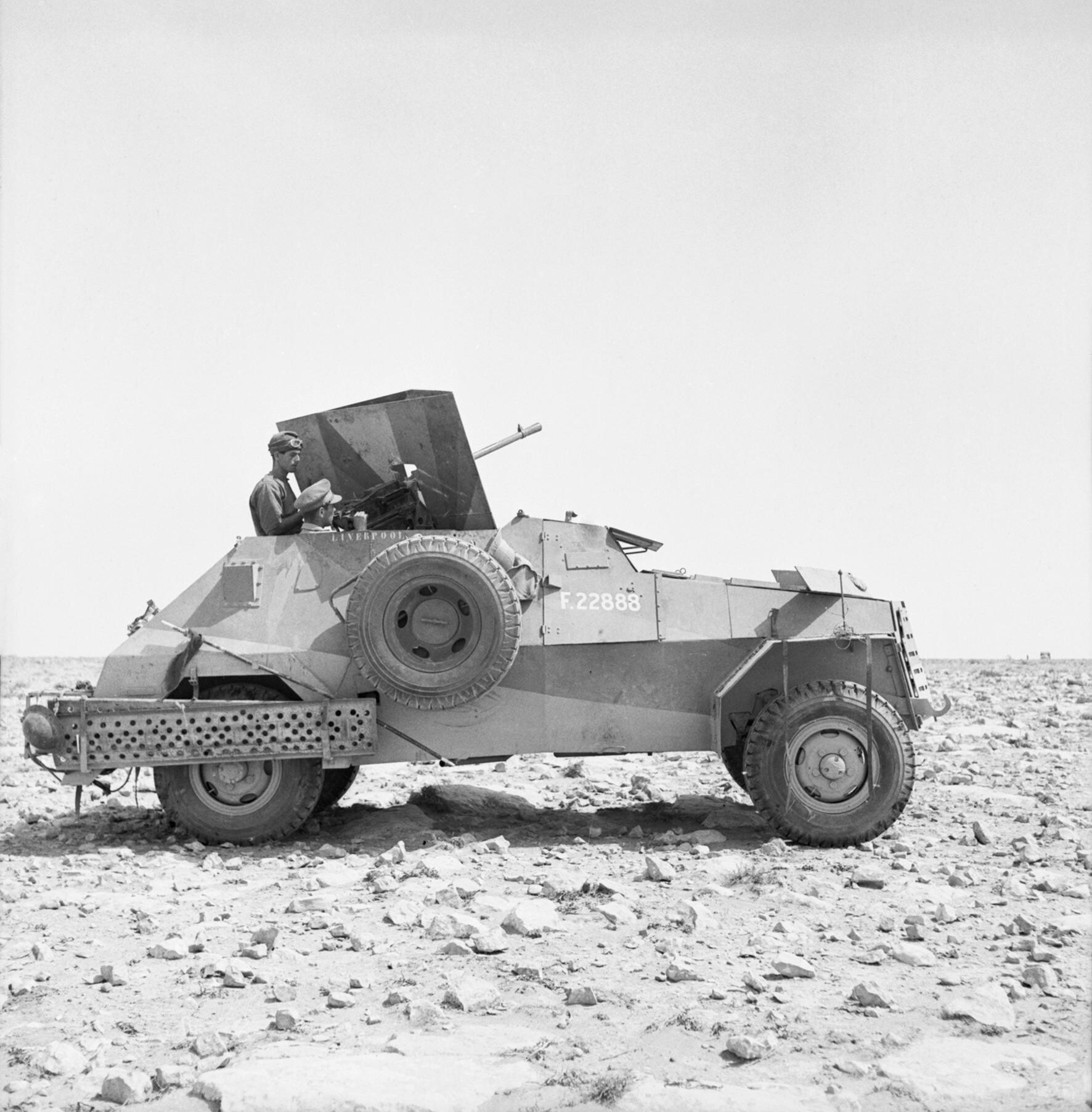
イタリアのブレダ20mm機関砲を備えたマークII。1941年5月8日、トブルク近郊。

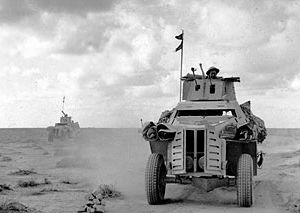
マーモン・ヘリントン装甲車。1941年、11月28日、西部の砂漠を警備中。

マークI（1940）
駆動力は2輪のみ配分。7.7mmヴィッカース機銃2挺を持ち、1挺は円筒形の銃塔に装備、もう1挺は車体後方左側に装備。113輌生産。
マークII（1941）
延長された車体を持ち、全輪駆動である。初期の車輛はマークIと同じ兵装を持つ。後期生産型は八角形の砲塔にボーイズ対戦車ライフルおよびブレン軽機関銃を装備する。ヴィッカース機関銃と、まれにブレン軽機関銃を装着するピントル銃架が取りつけられた。車体は初期型では鋲接で組み立てられ、後期型では溶接で組まれた。887輌を生産。
マークIII（1941）
マークII後期型と同様であるが、わずかに車軸間の距離を短縮した車体を用いた。後期生産型はシングルの後部ドアを持つ。ヘッドライトカバーとラジエーターグリルが省略された。2,630輌を生産。
マークIIIA
砲塔を撤去、リング状の銃架を設置し、2挺の7.7mmヴィッカース機関銃を装備。銃は鋼製のスカートで防御された。
マークIV（1943）
完全に改設計した車輛。後部にエンジンを搭載、溶接で作られた車体にトランスミッションをボルト留めした。オードナンス QF 2ポンド砲を対戦車砲として搭載した。砲塔は二人乗りである。後期型の生産車輛は砲塔天井にブローニング機関銃を同軸装備した。2,000輌以上を生産。
マークIVF (1943)
マーモン・ヘリントン・キットの供給が困難なことから、カナダ陸軍型フォードF60L 4×4輪 3トンCMPトラックのシャーシを基に開発した車輛。マークIVと非常によく似ている。
マークV (1942)
タイヤを8輪とし、オードナンス QF 6ポンド砲を搭載。試作1輌。
マークVI（1943）
8輪型。ドイツ軍の8輪重装甲車（Sd Kfz 232）に触発されたもの。2輌の試作型が設計され、2ポンド砲と6ポンド砲が砲塔に搭載された。砲塔は上方が開放され、3人乗りの電動旋回であり、10mmから30mmの傾斜装甲で防護されていた。さらに2挺から3挺の機関銃が装備された。
マークVII
マークIIIAと同様。
マークVIII
マークIIIと同様、ただし2ポンド砲をより大型化した砲塔に備える。